# Gregor Müller (Ordenspriester)

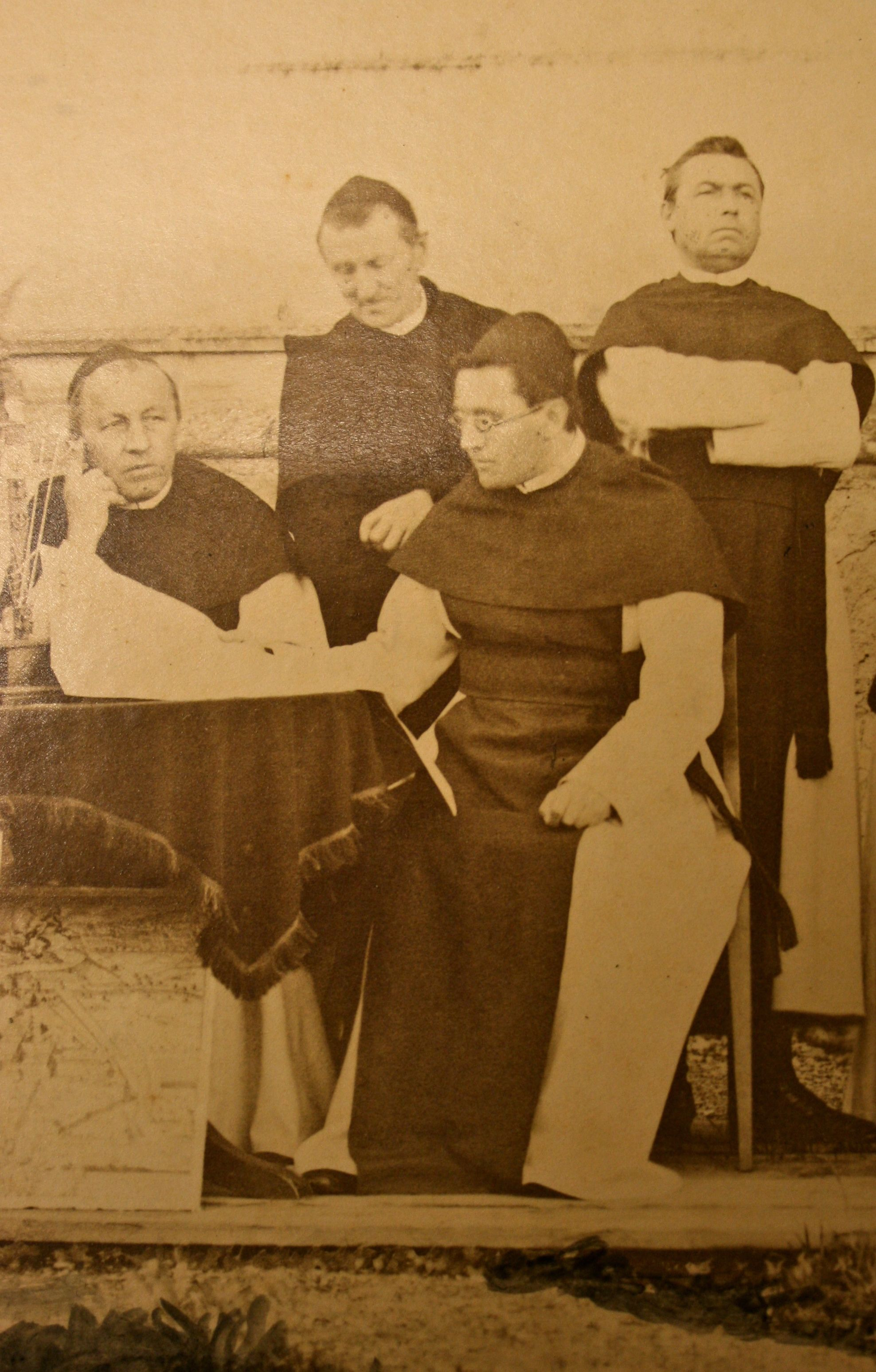
Gregor Müller (hinten rechts), vor ihm Dominikus Willi (vor 1890)

Gregor Müller OCist (* 24. August 1842 in Baden, Kanton Aargau als Rudolf Müller; † 2. Januar 1934 in Mehrerau, Vorarlberg) war ein österreichischer Zisterziensermönch, Redakteur sowie Historiker schweizerischer Herkunft.

## Leben
Der im aargauischen Baden geborene Rudolf Müller, Sohn des Jakob Müller sowie der Anna Herzog, trat nach Schulbesuchen in Baden und Mehrerau 1861 als Novize in die Zisterzienserabtei Wettingen-Mehrerau ein. Er nahm den Ordensnamen Gregor an, im Folgejahr legte er die Profess ab. Anschließend studierte er katholische Theologie sowie Philosophie in Einsiedeln und Mehrerau, 1865 erfolgte seine feierliche Profess, 1866 seine Weihe zum Priester.
Pater Gregor Müller unterrichtete in direkter Folge Deutsch und Französisch am Privatgymnasium Mehrerau, zusätzlich wurde er mit den Aufgaben des Abt- und Kapitelsekretärs betraut. 1872 übernahm er als Großkellner die Leitung der Klosterverwaltung. 1888 wurde er als Prior eingesetzt, ein Amt, das er bis 1895 innehielt.
1889 gründete Pater Gregor Müller mit Zustimmung des Abtes Maurus Kalkum die monatlich erscheinende Zeitschrift Cistercienser Chronik. Der darin als Schriftleiter tätige entwickelte sich neben Leopold Janauschek zum führenden Ordenshistoriker des ausgehenden 19. und beginnenden 20. Jahrhunderts. In zahlreichen Beiträgen beschäftigte sich Müller im Besonderen mit den Anfängen des Ordens, seinen Traditionen sowie herausragenden Mitgliedern. Bleibende Bedeutung erlangten seine Studien über das Generalkapitel, die fast 400 Seiten umfassen, erschienen in Cistercienser Chronik 12 (1900) bis 20 (1908). Für seine Verdienste um die Cistercienser Chronik würdigte ihn Papst Leo XIII. mit der Verleihung des silbernen Ehrenkreuzes Pro Ecclesia et Pontifice.

## Weitere Werke
- Der hl. Petrus II.: Erzbischof von Tarentaise, Ord. Cist. Teutsch, Bregenz, 1891
- Vom Cistercienser Orden, Teutsch, Bregenz, 1927